# Gheorghe Negoescu senior
Gheorghe Negoescu (* 1913 in Bukarest;  † 1997 ebenda) war ein rumänischer Radrennfahrer und nationaler Meister im Radsport.  

## Sportliche Laufbahn
Negoescu war im Bahnradsport, im Straßenradsport und im Querfeldeinrennen (heutige Bezeichnung Cyclocross) aktiv. 1949 gewann er die nationale Meisterschaft im Querfeldeinrennen.
1929 begann er mit dem Radsport im Verein „Aquila Bukarest“. 1934, 1935 und 1936 bestritt er die Rumänien-Rundfahrt. Auch in der Polen-Rundfahrt vertrat er sein Land. 1950 siegte er im Etappenrennen Cursa Scintea. Dreimal war er in der Internationalen Friedensfahrt am Start. 1948 wurde er auf dem Kurs von Prag nach Warschau 18., 1949 29. und 1950 36. der Gesamtwertung. Nach seiner sportlichen Karriere arbeitete er als Trainer im Radsport.
Ihm zu Ehren wurde das „Memorialul George Negoescu“, eine Bahnradsportwettbewerb in Bukarest, ins Leben gerufen.

## Familiäres
Seine Söhne Gheorghe Negoescu und Florian Negoescu waren ebenfalls Radrennfahrer.